# 183. jaktflygdivisionen
183. jaktflygdivisionen även känd som Rudolf Gul var en jaktflygdivision inom svenska flygvapnet som verkade i olika former åren 1948–1973. Divisionen var baserad på Tullinge flygplats sydväst om Stockholm.

## Historik
Rudolf Gul var 3. divisionen vid Södertörns flygflottilj (F 18), eller 183. jaktflygdivisionen inom Flygvapnet. Divisionen bildades den 1 oktober 1948, och beväpnades till en början med J 22. Ett flygplan som flögs fram till 1950, då flottiljens samtliga divisioner tog steget in i den så kallade jetåldern, genom en ombeväpningen till J 28B Vampire. Vampire blev kortvarig vid divisionen, då den redan 1956 ersattes av J 34 Hunter. År 1963 omskolades och ombeväpnas divisionen till J 35B Draken. I slutet av 1960-talet planerades att divisionen skulle tillföras J 35F. Någon ombeväpning blev det aldrig, utan divisionen upplöstes och utgick ur krigsorganisationen från och med den 31 december 1973. Från den 1 januari 1974 övergick delar av divisionens personal till Bleking flygflottilj (F 17). Divisionens sista chef blev Peter Forssman.

## Materiel vid förbandet
| Jaktflygplan - 1948–1950: J 22 - 1950–1955: J 28B/C Vampire - 1956–1963: J 34 Hunter | - 1963–1964: J 35B´ Draken (så kallade B-prim) - 1964–1973: J 35B Draken |

## Förbandschefer
Divisionschefer vid 183. jaktflygdivisionen (Rudolf Gul) åren 1948–1973.
- 1948–19??: Waldemar Hessle
- 19??–19??: ?
- 19??–1973: Peter Forssman

## Anropssignal, beteckning och förläggning
| Rudolf Gul | 1948-10-01 | – | 1973-12-31 |

| 183. jaktflygdivisionen | 1948-10-01 | – | 1973-12-31 |

| Tullinge flygplats (F) | 1948-10-01 | – | 1973-12-31 |

## Galleri

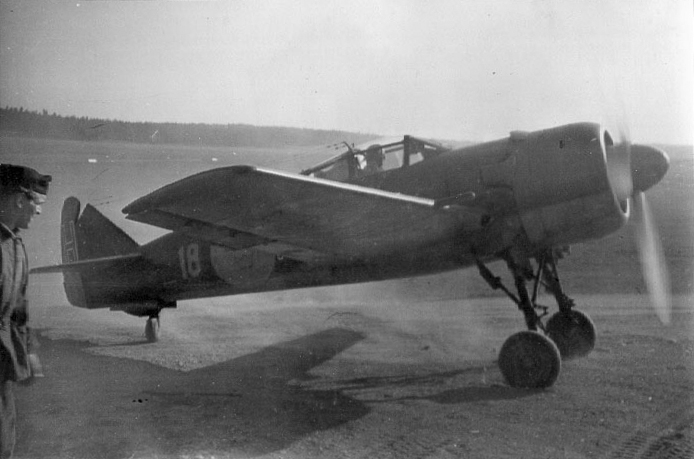
J 22 (1948–1950).
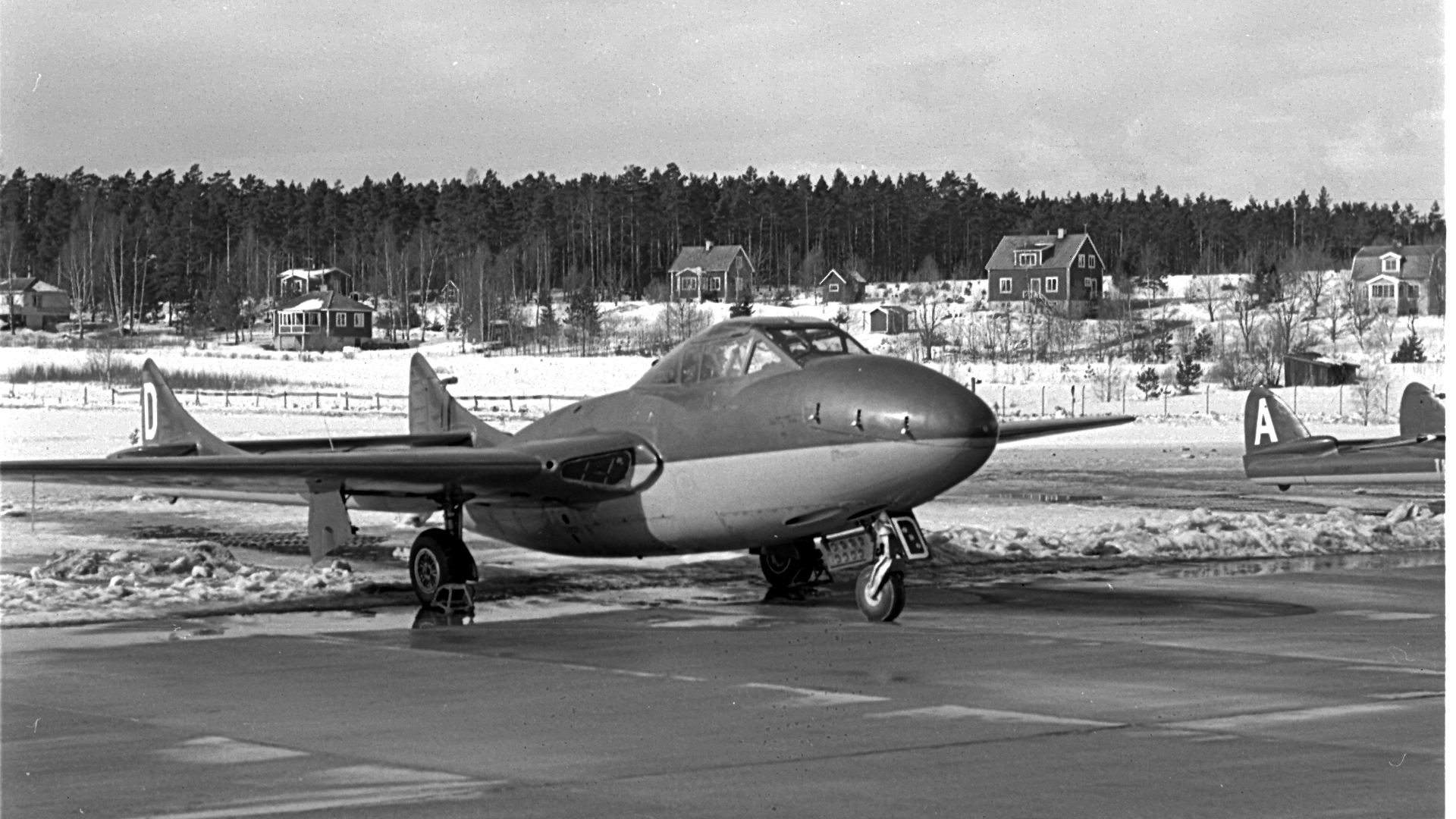
J 28 Vampire (1950–1956).
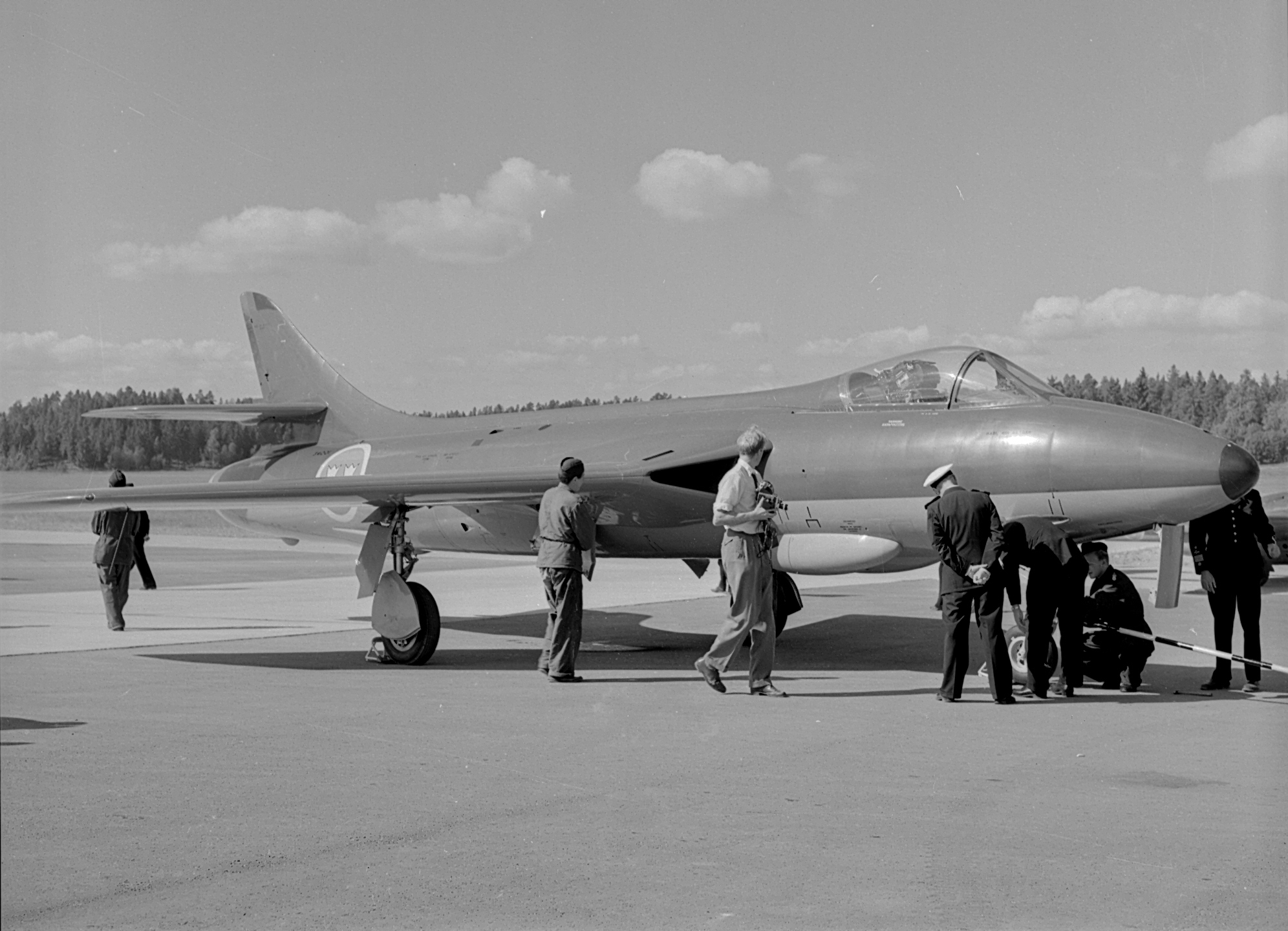
J 34 Hunter (1956–1962).
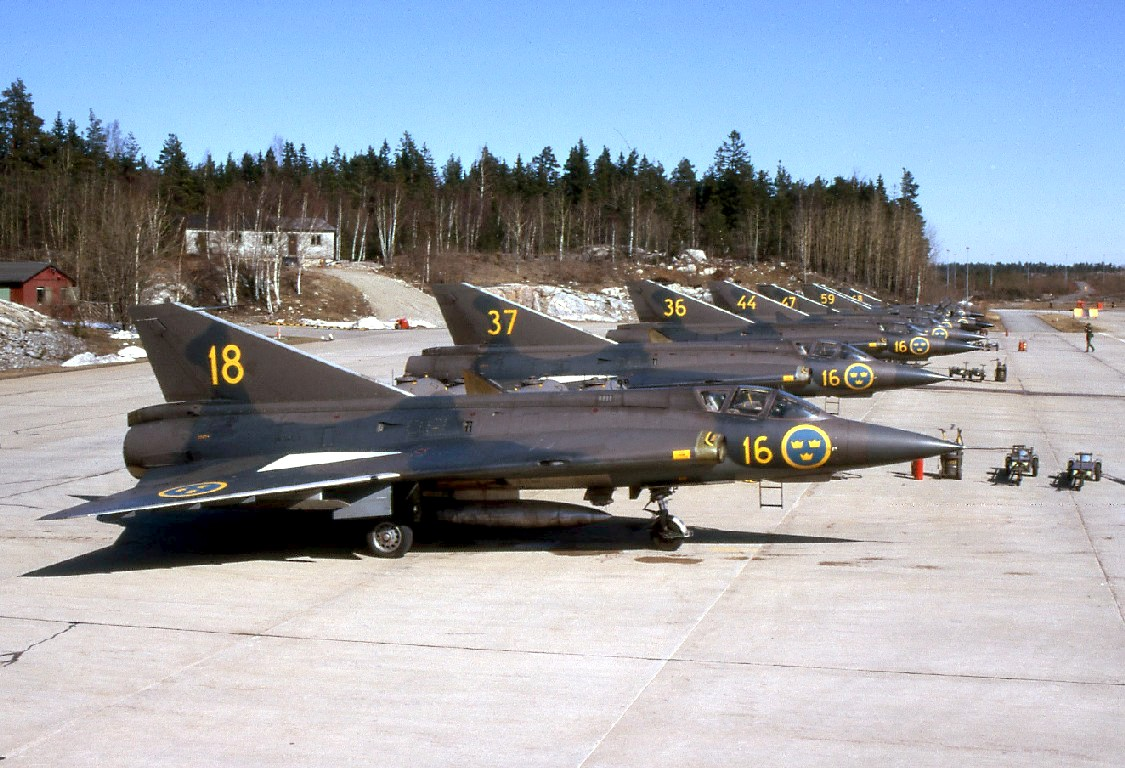
J 35 Draken (1962–1973).